# Station Ogikubo
Ogikubo (荻窪駅, Ogikubo-eki) is een spoorwegstation en metrostation in de speciale wijk Suginami in Tokio.

## Lijnen
JR:
- East Japan Railway Company (JR East): Chūō-lijn

Tokyo Metro:
- Tokyo Metro Marunouchi-lijn: (Stationnummer: M-01)